# Liste der Burgen, Schlösser, Ansitze und wehrhaften Stätten im Bezirk Mattersburg
Diese Liste nennt die Burgen, Schlösser, Ansitze und wehrhaften Stätten im burgenländischen Bezirk Mattersburg.
Sie enthält nur solche Anlagen, von denen bauliche Reste oder erkennbare Spuren im Gelände erkennbar sind. Restlos abgekommene Anlagen wurden daher ebenso wenig in diese Liste aufgenommen wie lediglich archäologisch nachgewiesene und aktuell oberflächlich nicht erkennbare Anlagen. Wehrkirchen wurden in die Liste aufgenommen, wenn noch Wehrmauern oder Schießscharten zu erkennen sind.

## Erklärung zur Liste
- Name: Name der Anlage.
- Gemeinde, Adresse, Lage: Zeigt an, in welcher Gemeinde das Gebäude steht; gegebenenfalls auch die Adresse. Geokoordinaten.
- Typ: Es wird der Gebäudetyp angegeben, wie Burg, Festung, Schloss, Gutshof, Wehrkirche, Wallanlage.
- Geschichte: geschichtlicher Abriss
- Zustand: Beschreibung des heutigen Zustands bzw. der Verwendung.
- Bild: Zeigt wenn möglich ein Bild des Gebäudes an.
- Denkmalschutz: Falls unter Denkmalschutz, führt ein Link zum Eintrag in der Denkmalliste.

## Liste
| Name                            | Gemeinde, Adresse, Lage                                     | Typ          | Geschichte | Zustand                                                                          | Bild | Denkmalschutz |
| ------------------------------- | ----------------------------------------------------------- | ------------ | --- | -------------------------------------------------------------------------------- | ---- | ------------- |
| Panzergraben Baumgarten         | Baumgarten südwestlich von Baumgarten Lage                  | Panzergraben | Teil des Südostwalls aus der Endphase des Zweiten Weltkriegs                                                                                           | Graben auf über 1 km Länge erhalten.                                             |      | 130792        |
| Ringwall Draßburg               | Draßburg Lage                                               | Ringwall     | römerzeitlicher Ringwall (über älterer Siedlung), frühmittelalterlich genutzt, im 11. Jahrhundert zerstört. im 15. Jahrhunderten von Hussiten genutzt. | Teile des Ringwalls erkennbar.                                                   |      | nein          |
| Wehrkirche Draßburg             | Draßburg Draßburg, Kirchenring 11 Lage                      | Wehrkirche   | | Teile der Wehrmauer erhalten.                                                    |      | 22307 22308   |
| Schloss Draßburg                | Draßburg Draßburg, Schlossgasse 2, 3, 5 Lage                | Schloss      | Edelgut ab 1546 genannt. im 17. Jahrhundert zu Schloss ausgebaut. um 1750 barock umgestaltet. im 20. Jahrhundert zeitweise Hotel.                      | erhalten                                                                         |      | 22305         |
| Esterhazysches Kastell Neudörfl | Neudörfl Neudörfl, Hauptstraße 154 Lage                     | Ansitz       | ab 1650 errichtet; im 18. Jahrhundert ausgebaut. | erhalten                                                                         |      | 30489         |
| Hausberg Forchtenau             | Forchtenstein bei Forchtenstein Lage                        | Hausberg     | Anlage des 12. Jahrhunderts? vermutlich Burg der Grafen von Mattersdorf. 1289 geschleift.                                                              | Hausberg, Wälle und Turmstätten erkennbar.                                       |      | 47966         |
| Burg Forchtenstein              | Forchtenstein Forchtenstein, Melinda Esterhazy-Platz 1 Lage | Burg         | Burg des 14. Jahrhunderts; im 17. Jahrhundert ausgebaut.                                                                                               | erhalten                                                                         |      | 19593         |
| Unterer Edelhof Forchtenstein   | Forchtenstein Forchtenstein, Hauptstraße 75 Lage            | Edelhof      | ab 1627 Sitz der Grafschaftsverwaltung der Esterhazy.                                                                                                  | erhalten                                                                         |      | 19583         |
| Hausberg Lahmenwald             | Pöttsching östlich von Bad Sauerbrunn Lage                  | Hausberg     | mittelalterliche Anlage. naher Ort Warth nach Zerstörung durch Türken 1532 aufgegeben.                                                                 | drei Meter hohe Gräben/Wälle erkennbar                                           |      | 17370         |
| Wehrkirche Marz                 | Marz Marz, Ambrosius-Salzer-Platz 15 Lage                   | Wehrkirche   | nach Brand in Türkenkrieg 1683 wieder aufgebaut. | Schlüssellochschießscharten unter dem Kirchendach. Wehrmauer teilweise erhalten. |      | 18948         |
| Wehrkirche Mattersburg          | Mattersburg Mattersburg, Kirchengasse 6 Lage                | Wehrkirche   | um 1400 errichtet. | Wehrmauer teilweise erhalten. im Südosten Wallrest.                              |      | 18986         |